# Still Life 2
Still Life 2 – komputerowa gra przygodowa utrzymana w konwencji wskaż i kliknij, wyprodukowana przez GameCO Studios i wydana w 2009 roku przez Microïds. Kontynuacja gry Still Life z 2005 roku. Fabuła przedstawia dalsze losy agentki FBI Victorii McPherson, która tropi psychopatycznego mordercę. 

## Rozgrywka
Jak w każdej klasycznej grze z rodzaju wskaż i kliknij, postaciami steruje się za pomocą myszki. W Still Life 2 może w danym momencie grać tylko jedna osoba, która otrzymuje możliwość zamiennego kontrolowania dwóch postaci. Podstawą rozgrywki jest rozwiązywanie zagadek logicznych i prowadzenie rozmów z bohaterami niezależnymi. W odróżnieniu od pierwszej części gry, w Still Life 2 twórcy oferują graczowi ograniczone możliwości czasowe przy wyborze linii dialogowych – jest to urozmaicenie, które nie ma jednak znaczenia dla rozwoju fabuły. 

## Fabuła
Victoria McPherson, agentka specjalna FBI, tropi seryjnego mordercę. Podąża za nim z Chicago (miejsce akcji w poprzedniej grze serii) do Maine. Niedługo po przybyciu, z Victorią kontaktuje się Paloma Hernandez, lokalna dziennikarka, która oferuje przekazać agentce część zgromadzonych przez siebie materiałów. Zanim jednak dochodzi do spotkania, dziennikarka zostaje uprowadzona i zamknięta w starym, opuszczonym domu pełnym pułapek. Od tej chwili gracz ma dwa zadania – jako Victoria musi schwytać zabójcę, jako Paloma – przeżyć.
By schwytać mordercę Victoria musi polegać na swoich umiejętnościach agentki FBI – otrzymuje Zestaw do Badań i Analiz (BAMZ), dzięki któremu może na miejscu przeprowadzać skomplikowane analizy śladów.

## Technikalia
Twórcy odeszli od najczęściej występującego w przygodówkach połączenia trójwymiarowych postaci z dwuwymiarowym tłem, na rzecz otoczenia w 3D. Jest to najczęściej powtarzający się zarzut w odniesieniu do gry, z racji tego, że tekstury świata i bohaterów wyglądają nieładnie i niechlujnie. W grze pojawiają się przerywniki filmowe, element, który występował także w pierwszej części serii.

## Odbiór
Powtarzającymi się zarzutami w recenzjach jest: słaba grafika, źle animowane akcje, ograniczona pojemność inwentarza i elementy gry na czas.
Dobre strony to ciekawy scenariusz, niebanalne zagadki oraz nagłe zwroty fabularne.